# NGC 2543
NGC 2543 é uma galáxia espiral barrada (SBb) localizada na direcção da constelação de Lynx. Possui uma declinação de +36° 15' 13" e uma ascensão recta de 8 horas, 12 minutos e 57,8 segundos.
A galáxia NGC 2543 foi descoberta em 3 de Fevereiro de 1788 por William Herschel.